# Malzhagen
Malzhagen ist ein Ortsteil von Nümbrecht im Oberbergischen Kreis im südlichen Nordrhein-Westfalen innerhalb des Regierungsbezirks Köln.

## Lage und Beschreibung
Der Ort liegt in Luftlinie rund 2,23 km östlich vom Ortszentrum von Nümbrecht entfernt. Hier findet jährlich das bekannte Dressur- und Springreiterturnier statt.

## Geschichte

### Erstnennung
1552 wurde der Ort das erste Mal urkundlich erwähnt und zwar „In einem Schreiben des Homburger Amtmanns Quad v. Isengarten an den Grafen v. Sayn“
Schreibweise der Erstnennung: Mandetzhain.

## Freizeit

### Vereinswesen
- Reiterfreunde Malzhagen
- Dorfgemeinschaft Malzhagen

## Bus und Bahnverbindungen

### Linienbus
Haltestelle: Malzhagen
- 311 Nümbrecht – Oberbreidenbach – Diezenkausen – Waldbröl (OVAG, Werktagsverkehr, samstags Taxibusverkehr)